# Protein xuyên màng

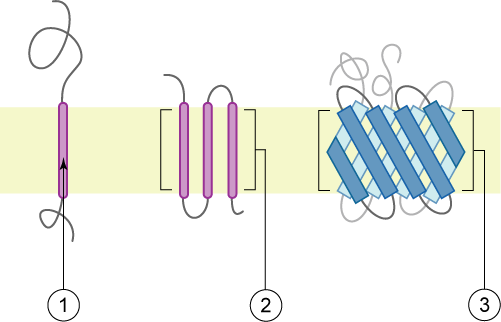
Sơ đồ protein xuyên màng:
1) protein chứa chuỗi xoắn α xuyên màng 1 lần
2) protein chứa chuỗi xoắn α xuyên màng nhiều lần.
3) protein chứa chuỗi gấp nếp β xuyên màng nhiều màng.
Màng tế bào màu vàng nhạt.

Protein xuyên màng (transmembrane protein, TP) là một loại protein màng không thể tách rời (integral membrane protein, IMP) kéo dài xuyên qua màng tế bào. Nhiều protein xuyên màng, cụ thể là protein vận chuyển màng (membrane transport protein) có chức năng như những cánh cổng cho phép vận chuyển các chất cụ thể qua màng. Để di chuyển một chất qua màng, các protein này phải thay đổi cấu trúc. Protein xuyên màng thường rất kỵ nước và kết tủa trong môi trường nước. Chất tẩy rửa hoặc dung môi không phân cực mới có thể tách chúng ra được.
Trình tự peptide xuyên qua màng tế bào (vùng xuyên màng) phần lớn là kỵ nước. Tùy thuộc vào số lượng phân đoạn xuyên màng có thể phân loại protein xuyên màng như sauː
1. protein xuyên màng 1 lần (protein bitopic)
2. protein xuyên màng nhiều lần. (protein polytopic)

Một số protein màng không thể tách rời chỉ bám vĩnh viễn màng chứ không xuyên màng, gọi là protein bám màng không thể tách rời (Integral monotopic protein).

## Phân loại

### Phân loại theo cấu trúc
Có hai loại protein xuyên màng cơ bản: xoắn alpha và gấp nếp beta xếp dạng thùng (beta-barrel). Các protein xoắn alpha có ở màng trong của tế bào vi khuẩn hoặc màng sinh chất của sinh vật nhân chuẩn, đôi khi ở màng ngoài vi khuẩn. Đây là loại protein xuyên màng chính. Ở người, 27% tổng số protein là protein màng xoắn alpha. Cho đến nay, protein gấp nếp beta xếp dạng thùng chỉ tìm thấy ở màng ngoài của vi khuẩn Gram âm, vách của vi khuẩn Gram dương, màng ngoài của ty thể và lục lạp, hoặc có thể được tiết ra dưới dạng chất độc tạo lỗ (pore-forming toxins). Tất cả các protein gấp nếp beta xếp dạng thùng đều có cấu trúc liên kết lên-xuống đơn giản, có thể phản ánh nguồn gốc tiến hóa chung.
Ngoài các vùng protein, có các yếu tố xuyên màng bất thường do peptide tạo thành. Ví dụ điển hình là Gramicidin A, một peptit tạo thành chuỗi xoắn β xuyên màng dạng dimer hóa. Peptide này do vi khuẩn Gram dương tiết ra như một chất kháng khuẩn (Antimicrobial peptides, AMPs). Chuỗi xoắn polyproline-II chưa thấy trong các protein tự nhiên, tồn tại trong các peptide nhân tạo.

## Cấu trúc 3D

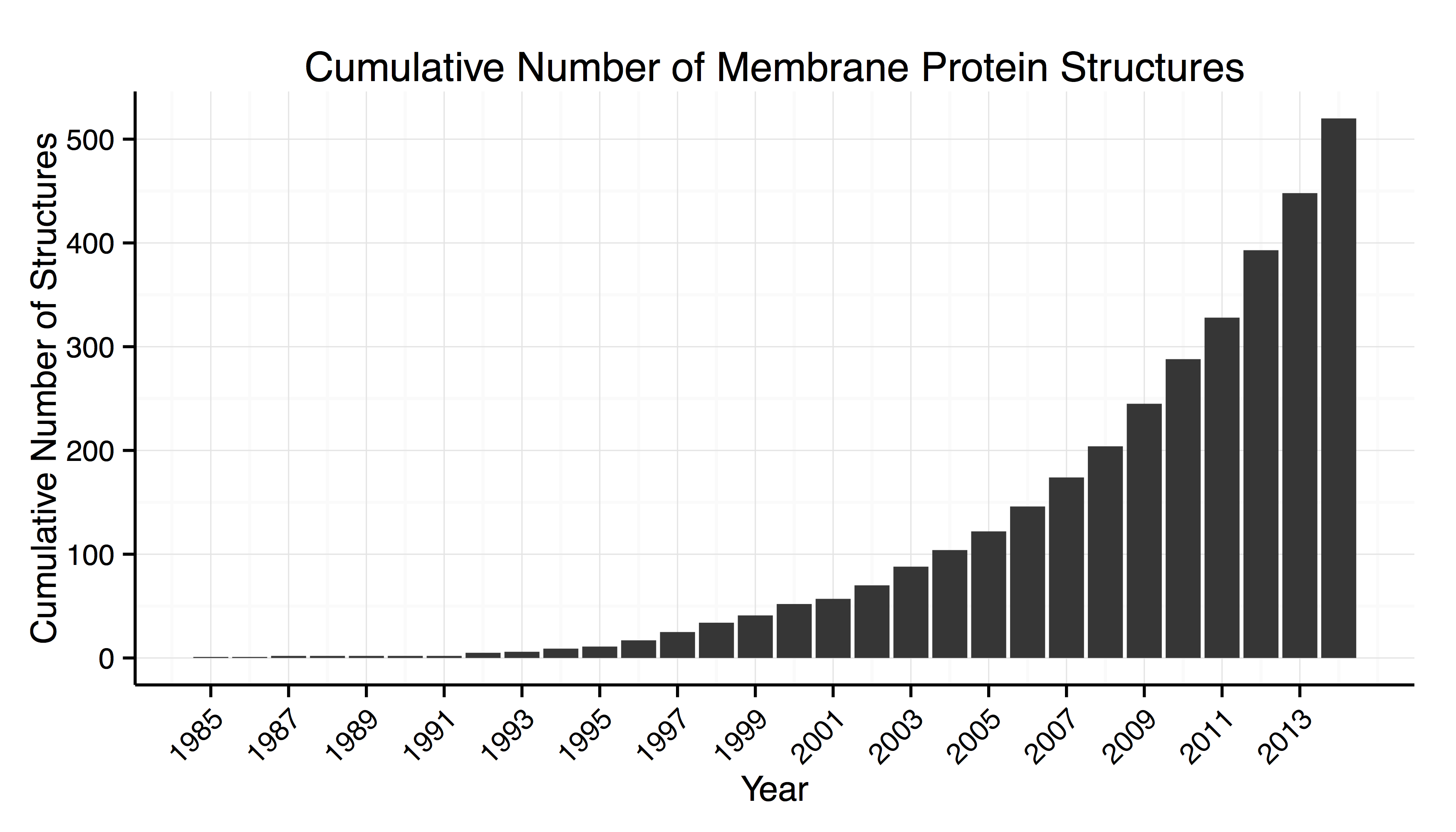
Biểu đồ hình cột số lượng cấu trúc 3D đã biết của các protein màng

Xác định cấu trúc protein màng bằng phương pháp tinh thể học tia X, kính hiển vi điện tử hoặc quang phổ NMR. Cấu trúc bậc ba phổ biến nhất của những protein này là dạng bó xoắn (helix bundle) xuyên màng và gấp nếp beta xếp dạng thùng (beta barrel). Phần của các protein màng được gắn vào lớp lipid kép (xem bàiː vỏ lipid vòng) chứa các amino acid  hầu hết là kỵ nước.
Các protein màng có bề mặt kỵ nước, tương đối linh hoạt và mật độ tương đối thưa. Đây chính là trở ngại khi tìm đủ protein và nuôi cấy tinh thể các protein này. Mặc dù xác định cấu trúc các protein này có tầm quan trọng trong việc nghiên cứu chức năng của protein màng, tìm ra cấu trúc nguyên tử cho các protein này cần nhiều công sức hơn so với protein hình cầu. Tính đến tháng 1 năm 2013, ít hơn 0,1% cấu trúc protein được xác định là protein màng mặc dù protein màng chiếm 20–30% tổng số proteome.